# Turismo a San Marino
Il turismo nella Repubblica di San Marino è un'attività molto sviluppata, che contribuisce in maniera importante al Prodotto interno lordo nazionale. Circa un milione di persone all'anno visitano il piccolo Stato, anche se nell'ultimo decennio si è registrato un calo di centomila presenze annue.
La maggior parte dei turisti che arrivano in Repubblica è di nazionalità italiana, solitamente si tratta di persone in vacanza nella Riviera Romagnola che decidono di trascorrere una giornata a San Marino.
L'ente istituzionale che si occupa del turismo è la Segreteria di Stato per il Turismo, l'attuale segretario è Federico Pedini Amati.

## Principali attrazioni turistiche

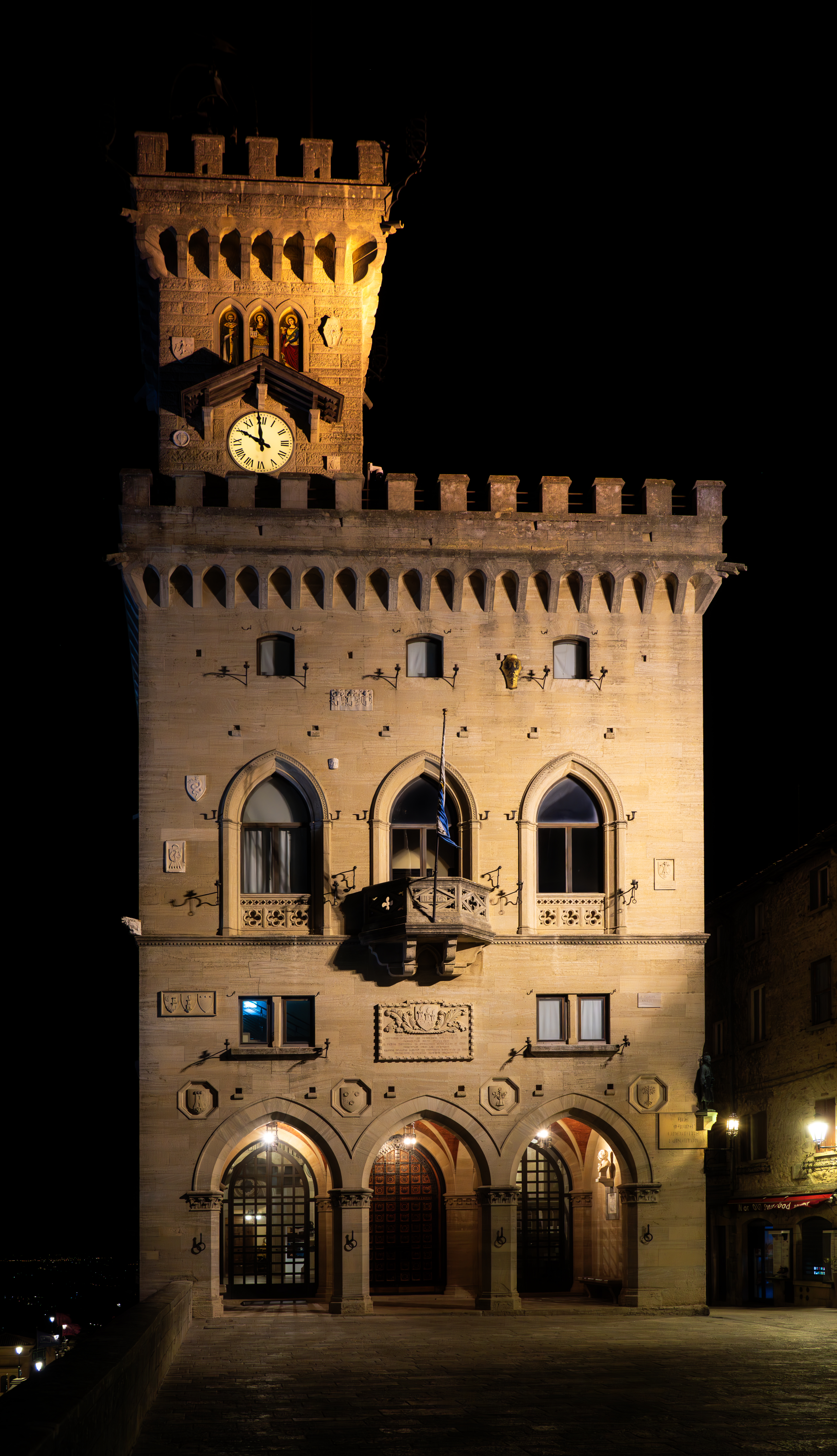
Palazzo Pubblico di notte

Le principali attrazioni turistiche si trovano nel centro storico di Città di San Marino e sono:
- Le Tre Torri (Guaita, Cesta, Montale)
- Basilica di San Marino
- Palazzo Pubblico
- Piazza della Libertà (Statua)
- Museo di stato di San Marino
- Museo San Francesco

### Ferrovia Rimini-San Marino
La ferrovia Rimini-San Marino è stata una linea ferroviaria internazionale a scartamento ridotto che ha collegato Rimini a Città di San Marino tra il 1932 e il 1944.
Il 3 dicembre 2022 un tratto di linea, interamente ricompreso in territorio sammarinese, è stato riattivato a uso turistico.